# Secolarizzazione in Baviera

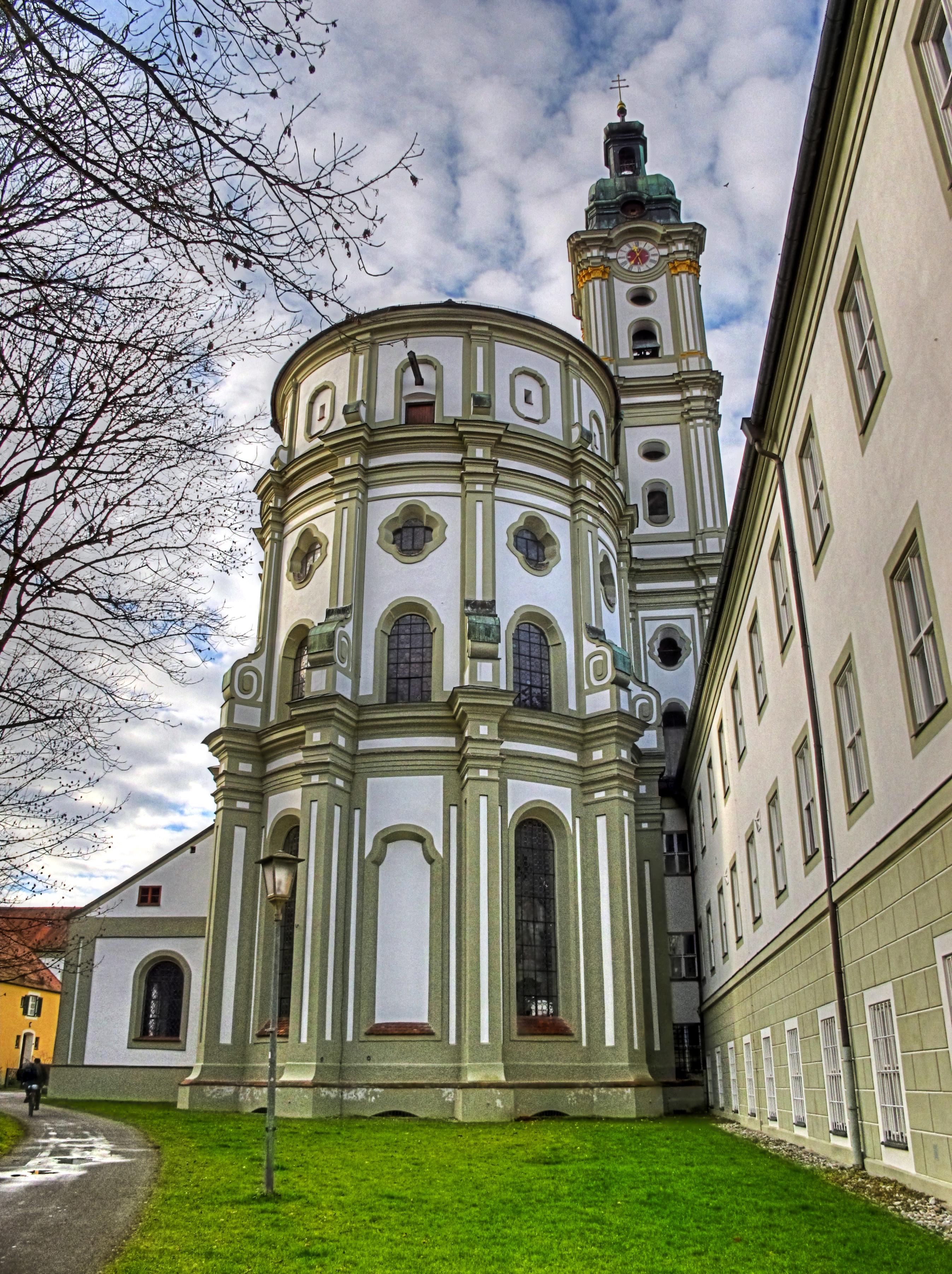
Monastero secolarizzato di Fürstenfeld

Durante la secolarizzazione in Baviera, nel 1802 e 1803, i beni ecclesiastici furono acquisiti dallo stato nell'Elettorato di Baviera.

## Pre secolarizzazione
Nel XV secolo, il duca Massimiliano I istituì un consiglio clericale per la supervisione della chiesa detto Concistoro bavarese, sulla base della superiorità dello stato. Dal 1608 in poi, l'elettore rivendicò il diritto di giuspatronato per se stesso se i monasteri e i conventi erano ambigui.
Nel 1743, l'elettore Carlo Alberto di Baviera propose all'arciduchessa austriaca Maria Teresa di ingrandire la monarchia asburgica, e naturalmente la stessa Baviera, attraverso la secolarizzazione e l'incorporazione dei principati vescovili. Maria Teresa rifiutò la richiesta ritenendola una grande ingiustizia. In Austria, a molte diocesi non fu permessa l'immediatezza imperiale.
Sempre nel 1743, un diplomatico al servizio del Re Federico II di Prussia considerò possibile la riallocazione dei beni ecclesiastici superflui per il mantenimento dell'imperatore e a beneficio di principi e altri sovrani. L'opinione degli avvocati Christian Wolff, Johann Gottlieb Heineccius e Samuel von Pufendorf, secondo cui la chiesa formava uno stato ricco e potente all'interno dello stato e che lo stato oppresso doveva essere aiutato, trovò approvazione e divenne sempre più diffusa. 

### Restrizione della vita monastica
Nella seconda metà del XVIII secolo, gli elettori bavaresi adottarono misure burocratiche e restrittive crescenti contro il sistema monastico. Tra il 1749 e il 1770 le fondazioni degli Ordini mendicanti furono bandite. Nel 1769, un mandato generale elettorale proibì agli ordini mendicanti di effettuare visite agli ordini di ecclesiastici e collegi residenti fuori dalla Baviera. Allo stesso tempo era loro vietato accogliere più di 1/6 di monaci non bavaresi e gli era stato ordinato di segnalare il livello di personale nei monasteri al consiglio clericale. Ai vescovi locali era vietato visitare i monasteri. I monasteri protestarono, ma l'alto clero non prese parte alle proteste, così che le misure statali non trovarono resistenze significative.

### Abolizione dell'ordine dei Gesuiti
Sotto la pressione dei re di Francia, re di Spagna e re del Portogallo, Papa Clemente XIV soppresse l'ordine dei Gesuiti nel 1773. Su sua istruzione, le proprietà dei gesuiti situate in Baviera furono messe a disposizione del fondo della scuola dell'Elettore. Secondo la dottrina dell'ambiguità applicata dal 1608, l'elettore rivendicava per sé i beni dei gesuiti di Augusta situati in Baviera e li confiscò. La sua richiesta non ebbe successo, perché su intervento del principe-vescovo Clemente Venceslao, il Reichshofrat assegnò le proprietà dei gesuiti al Principato vescovile di Augusta. 

### Primo tentativo di secolarizzazione in uno stato confessionale
Anche negli stati confessionali, la volontà di secolarizzare i monasteri non si era fermata. Il principe-vescovo Clemente Venceslao di Augusta, in qualità di sovrano, nel 1774 su istigazione del suo governo secolare a Dillingen, ordinò alle  monache domenicane di gestire una scuola di cucito. Il governo ecclesiastico di Augusta non fu d'accordo e il principe vescovo non perseguì più l'intenzione.
Nel 1775 l'Elettore di Baviera specificò le competenze del clero. Dallo stesso anno, i futuri dignitari civili e religiosi furono autorizzati a completare i loro studi solo presso l'Università di Ingolstadt, dove insegnava l'Illuminismo Johann Adam Ickstatt il Vecchio. Nel 1777 morì Massimiliano III di Baviera elettore di Wittelsbach, ma anche il suo successore Carlo Teodoro, almeno nei primi anni del suo regno, aveva una visione illuminista del mondo.
Nel 1778, in contrasto con il Principato vescovile di Augusta, i piani di un prelato per la secolarizzazione ad Aschaffenburg ebbero successo. Il principe arcivescovo di Magonza si trasferì nel giardino del chiostro di un convento dei Cappuccini pagando solo un piccolo compenso e lo utilizzò come giardino del palazzo e del suo governo vescovile secolare. Anche una Cappella della Madonna venne demolita nei lavori di costruzione.
Papa Pio VI accettò il progetto dell'elettore Carlo Teodoro di trasferire l'ex fondo scolastico dei gesuiti a una provincia bavarese del Sovrano Militare Ordine di Malta di recente creazione (il nuovo Gran Priorato di Baviera nella cosiddetta lingua anglo-bavarese dello stesso Ordine). Nel 1782 Carlo Teodoro donò il fondo scolastico alla provincia dell'Ordine melitense e, come il più alto ufficiale giudiziario e sovrano della chiesa, ordinò ai monasteri di gestire le scuole del fondo scolastico a proprie spese. 
Nel 1783 Papa Pio VI decise l'abolizione dell'abbazia premostratense di Osterhofen, fortemente indebitata. Con i fondi liberati doveva essere creata una fondazione di donne nobili. L'abrogazione divenne un notevole precedente. Nel 1784 Carlo Teodoro revocò anche i diritti dei canonici agostiniani di Indersdorf a causa dei pesanti debiti.
Nel 1785 la creazione della Nunziatura apostolica in Baviera fece sì  che le richieste in campo giurisdizionale fossero in gran parte decise più facilmente dal sovrano bavarese senza dover confrontarsi direttamente con la Santa Sede.
Nel 1787, il Principato vescovile di Bamberga decretò, durante la visita all'Abbazia cistercense di Langheim, che era possibile abolire i monasteri e che quindi l'accusa di amore per lo splendore doveva essere evitata.

### La secolarizzazione diventa un obiettivo statale
Nel 1789 Maximilian von Montgelas completò il suo memorandum di 118 pagine "Mémoire instructif sur les droits des Ducs de Bavière en matière ecclésiastique" sulla secolarizzazione. Era indirizzato al duca di Zweibrücken, il futuro elettore bavarese Massimiliano IV, il successore di Carlo Teodoro. L'illuminista Montgelas suggerì di estendere la sovranità statale, eliminando le istituzioni ecclesiastiche e trasferendo allo stato le proprietà della chiesa, soprattutto la terra.
Pensava che fosse appropriato perché la proprietà della chiesa era troppo estesa. La chiesa aveva acquisito le sue proprietà nel Medioevo, quando quasi solo i monasteri erano dediti alla religione, alla scienza, ai sistemi documentari, all'arte, all'istruzione e all'assistenza infermieristica, nonché al sollievo dei poveri, facendo progressi nell'economia e nella bonifica delle aree incolte. Questi compiti sarebbero ora stati svolti dallo Stato, dalle città e dal clero locale. 
Il trasferimento era legalmente possibile perché le diocesi erano state istituite con i fondi dei principi secolari. La Chiesa aveva usato la loro debolezza per ridurre la loro sovranità. Con la Riforma protestante, i principi secolari avrebbero riacquistato i loro vecchi diritti. I principi protestanti erano giunti alla piena sovranità territoriale più tardi a seguito della Pace di Vestfalia. Nient'altro avrebbe potuto applicarsi ai principi imperiali cattolici.

### Accesso alla proprietà del monastero
Nel 1798, l'elettore Carlo Teodoro chiese, con successo, a Papa Pio VI di poter aumentare una tassa speciale di 15 milioni di fiorini ai monasteri. I prelati monastici protestarono e, un anno dopo, il Papa ridusse la cifra a 5 milioni di fiorini.
Nel 1801 la corte bavarese ritirò le donazioni al monastero teatino fondato dai Wittelsbachers, cosicché dovette essere chiuso. Nel novembre dello stesso anno, all'abbazia benedettina di Ensdorf fu vietato di eleggere il successore di un abate defunto.
Il 25 gennaio 1802 l'elettore istituì una commissione monastica per garantire che gli ordini dei francescani e dei cappuccini si estinguessero gradualmente. I beni liberati avrebbero dovuto essere trasferiti al fondo scolastico. I membri non bavaresi dell'ordine furono immediatamente espulsi, ad eccezione di un sacerdote di 86 anni. I Carmelitani e gli Agostiniani furono riuniti nello stesso monastero sia a Straubing che a Monaco di Baviera. Sebbene la pace della Vestfalia garantisse espressamente le proprietà della chiesa e i signori secolari non potevano possedere le proprietà della chiesa, né i principi vescovi né i monasteri si difesero davanti al Consiglio aulico e al Tribunale della Camera imperiale. Non avevano alcuna speranza che un tribunale del Sacro Romano Impero, che si stava dissolvendo, avrebbe cercato di proteggere la sua costituzione.  Lasciarono il posto a un clima diffuso per la secolarizzazione di monasteri e principati clericali; i principi vescovi e la Santa Sede non avevano alcun interesse reale a preservare i principati spirituali. Non c'era nemmeno una grande opposizione nella popolazione cattolica. Questa si verificò solo nel 1870 quando lo Stato pontificio fu sciolto, perché molti cattolici temevano per l'indipendenza del Papa.

## Realizzazione pratica

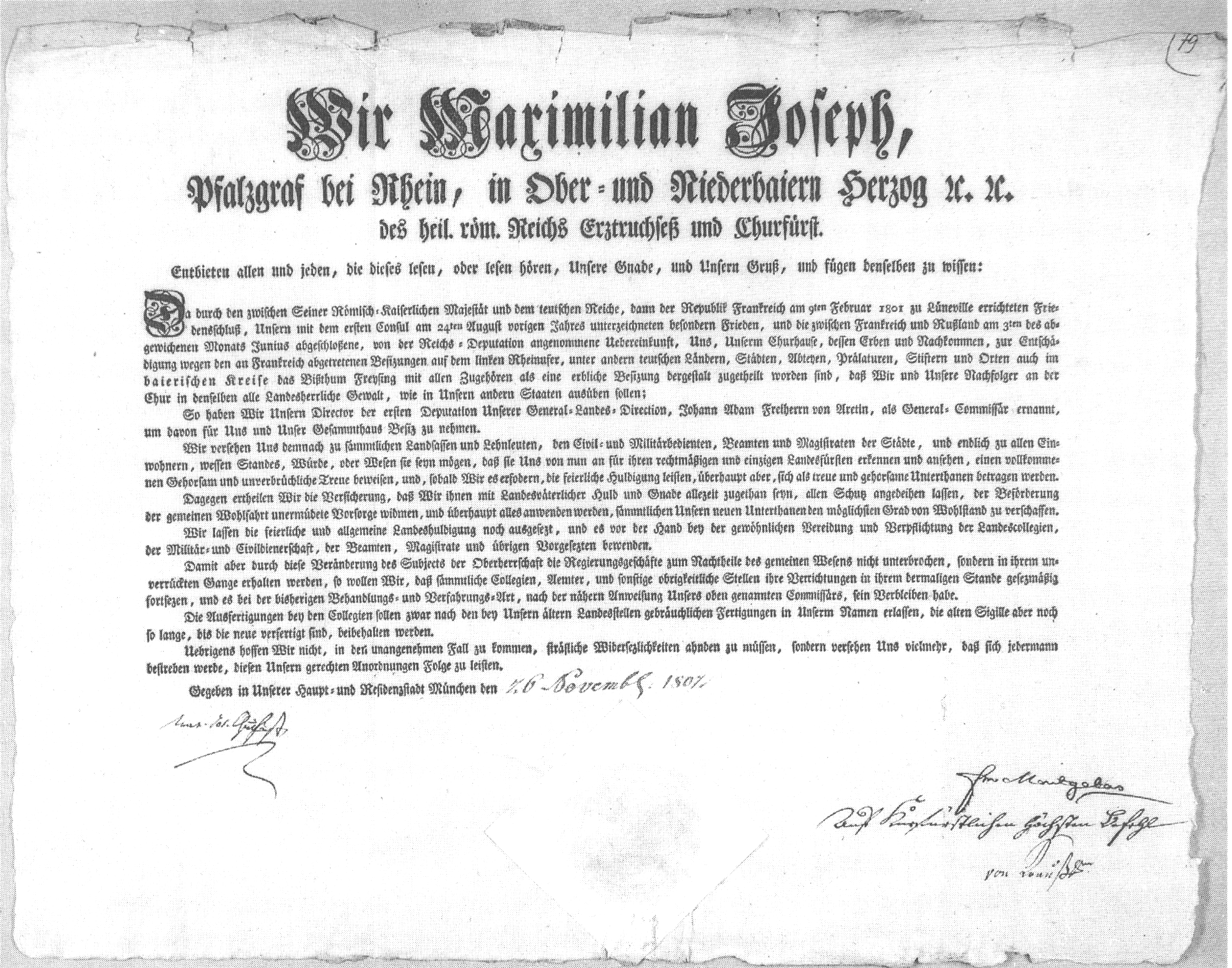
Brevetto di proprietà per Freising dal 26 novembre 1802

I fattori scatenanti della secolarizzazione attuata in tutta la Germania furono i successi militari di Napoleone Bonaparte. Con lo spostamento del confine orientale francese, alcuni territori del Sacro Romano Impero persero le loro aree sulla riva sinistra del Reno. In compenso, le proprietà imperiali ecclesiastiche furono assegnate loro nel Reichsdeputationshauptschluss del 1803. Quasi tutti i possedimenti imperiali ecclesiastici furono sciolti. Il Reichsdeputationshauptschluss, tuttavia, autorizzò esplicitamente i sovrani ad abolire i monasteri.
In Baviera, con la Secolarizzazione dei beni ecclesiastici operata dal ministro Montgelas a partire dal 1802, la ricca vita religiosa del paese giunse quasi al termine. Il 25 gennaio 1802 venne emesso un ordine, dal governo dell'elettore Massimiliano IV, per l'abolizione di quasi tutti i monasteri dell'Elettorato di Baviera che non appartenevano alla rappresentanza politica delle tenute. Ciò interessò quindi principalmente gli Ordini mendicanti dei Domenicani, dei Francescani, dei Cappuccini, degli eremiti agostiniani e dei Carmelitani. In previsione del Reichsdeputationshauptschluss, la Baviera occupava già, nel 1802, i monasteri imperiali di Augusta, Bamberga, Freising e Würzburg, nonché parti dei monasteri di Eichstätt e Passau. Questo approccio non era specificamente bavarese, ma era praticato anche da altri territori, che si assicuravano così la loro parte del patrimonio della secolarizzazione. Inoltre, prese possesso di nove abbazie imperiali sveve e quattro franche e l'Abbazia di Kempten. Inoltre, l'annessione di otto città libere dell'Impero sveve e sette della Franconia portò anche all'abolizione dei loro monasteri, a condizione che questi - ad esempio Norimberga - non avessero già secolarizzato i loro monasteri durante la Riforma. I beni del monastero venivano solitamente espropriati a favore dello Stato. Solo pochi monasteri furono salvati dalla dissoluzione come i cosiddetti monasteri dell'estinzione. Tuttavia, questi monasteri non erano autorizzati ad accettare nuovi membri. Il complesso del monastero fu parzialmente demolito, altri locali del monastero furono venduti a privati. Una parte non trascurabile era ancora utilizzata per scopi statali o comunali.
L'abolizione dei monasteri bavaresi portò anche allo scioglimento di numerose biblioteche dei monasteri. Nella biblioteca statale di Monaco di Baviera, Johann Christoph von Aretin e Bernhard Joseph Docen furono coinvolti nella secolarizzazione. Fino alla metà del XIX secolo, solo l'inventario di questa biblioteca aumentò a oltre 22.000 manoscritti, la maggior parte dei quali provenivano dai monasteri aboliti. Andarono perduti anche numerosi tesori culturali. Inoltre, a causa dell'improvvisa elevata offerta di immobili (oltre 300 immobili, che entrarono sul mercato quasi contemporaneamente), i prezzi subirono un forte calo a causa degli espropri.
La secolarizzazione e le sue conseguenze rappresentarono uno dei più potenti sconvolgimenti nella storia della Baviera.
Sotto il re Ludovico I, secondo il Concordato tra la Santa Sede e il Regno di Baviera del 1817, furono restaurati alcuni monasteri per potersi riallacciare alle tradizioni della vita spirituale. Nel Concordato fu anche convenuto che lo Stato bavarese avrebbe pagato gli stipendi degli arcivescovi, vescovi e membri del capitolo della cattedrale e la manutenzione delle cattedrali e degli edifici delle diocesi come risarcimento per gli espropri subiti.